# 배비장타령
《배비장타령》은 한국의 판소리 열두 판(열두 바탕, 열두 마당) 중의 하나이다.

## 역사
현재 판소리나 창본은 전하지 않고 그 줄거리가 소설화된 것만 남아 있는데 소설 이름은 《배비장전》이다. 송만재의 〈관우희〉에 그 내용이 한문으로 기록되어 있고 정노식의 《조선창극사》에는 열두 판 중 네 번째로 기록되어 있다. 유진한(柳振漢)이 1754년(영조 30)에 엮은 만화본 《춘향가》 가운데 《배비장전》에 관한 언급이 있는 점으로 보아 영조(1724-1776) 초에는 이미 판소리로 정착되었다고 보인다.

## 내용
9대째 정남(貞男)으로 일컫는 서강(西江) 사는 배선달이 제주목사의 수행원인 비장으로 따라가서 제주 기생 애랑에게 홀려 관청 뜰에서 망신당한다는 줄거리이다. 신재효(1812-1884)의 〈오섬가(烏蟾歌)〉에는 “배비장 또 둘러셔 궷 속에 잡아넣고 무수한 조롱작전 어찌아니 허망하리”라고 간략하게 기록되어 있고 이와 비슷한 내용이 성종(1469-1494) 때의 학자 서거정(1420-1488)의 〈태평한화골계전〉 등에 보인다. 남달리 근엄한 체하는 선비들의 중세적 관념의 권위를 조롱하는 내용이다.